# Nollevaux
Nollevaux (en wallon Nolevå) est une section et un village de la commune belge de Paliseul située en Région wallonne dans la province de Luxembourg.
C'était une commune à part entière avant la fusion des communes de 1977.
Le village est arrosé, à l'est, par un ruisseau.

## Géographie

### Hameaux
Le petit village de Plainevaux ainsi que les hameaux d'Almache et de Saint-Éloi (trois maisons le long de la route nationale 899) faisaient partie de la commune de Nollevaux.
Le hameau de Saint-Éloi est composé de 3 maisons dont une dite « la maison blanche » (la 3e en descendant vers Almache) qui fut précédemment un relais de diligences avant de devenir une ferme.

## Évolution démographique
- Source: DGS, 1831 à 1970=recensements population, 1976= habitants au 31 décembre